# Chambre de commerce et d'industrie des Côtes-d'Armor
La chambre de commerce et d'industrie des Côtes-d'Armor est la CCI du département des Côtes-d'Armor. Son siège est à Saint-Brieuc. Elle possède des antennes à Dinan, Lannion et Loudéac.
Elle fait partie de la chambre de commerce et d'industrie de région Bretagne.

## Missions
À ce titre, elle est un établissement public de l'État, chargée de représenter librement les intérêts des 18 000 entreprises commerciales, industrielles et de service des Côtes-d'Armor auprès des pouvoirs publics et de leur apporter certains services. Elle gère en outre des équipements au profit de ces entreprises.
Comme toutes les CCI, elle est placée sous la tutelle du préfet du département représentant le ministère chargé de l'industrie et le ministère chargé des PME, du Commerce et de l'Artisanat.
Elle est financée par les entreprises, gérée par des chefs d'entreprise (élus par leurs pairs), "pour la performance des entreprises". 
Dans les Côtes-d'Armor, la CCI a pour projet le développement durable des entreprises du département. Ce projet s'organise autour de cinq axes : 
- Accompagner la vie de l'entreprise
- Développer les compétences
- Mettre en réseau les entreprises du département
- Contribuer à l'attractivité et à l'aménagement du territoire
- Développer la performance interne de la CCI

### Services aux entreprises
- Centre de formalités des entreprises
- Entreprendre en France
- Assistance technique au commerce
- Assistance technique à l'industrie
- Assistance technique aux entreprises de service
- Point A (apprentissage)
- Exceltys, la maison des entreprises pour l'économie durable

### Gestion d'équipements et aménagement
- Port du Légué.
- Port de pêche de Loguivy-de-la-Mer.
- Port de pêche de Saint-Quay-Portrieux.
- Port de pêche d'Erquy.
- Port de commerce et de plaisance de Pontrieux.
- Port de commerce de Tréguier.
- Port de plaisance de Saint Cast.
- Barge de Bréhat.
- Aéroport de Saint-Brieuc - Armor
- Carré Rosengart, Centre d'Activités Maritimes du port de Saint-Brieuc - Le Légué
- ZAC Les Plaines Villes

### Centres de formation
- Institut Européen de la Qualité Totale
- BTS M.U.C : Management des Unités Commerciales (en partenariat avec la CCI de Saint-Malo)
- Institut de Promotion Commerciale
- Institut des Forces de Vente
- Licence Pro Management des Organisations
- Licence pro Technico-Commerciale
- Centre d'Étude de Langues

et toutes les formations continues nécessaires aux entreprises...

## Pour approfondir